# 江南循環路
江南循環路（カンナムじゅんかんろ）はソウル特別市衿川区から江南区まで結ぶ22.9kmの高速化道路である。現在は所下JCT-仙岩営業所間が開通しており、江南循環高速道路が経営している。

## 沿革
- 2016年6月30日 - 所下JCT-仙岩営業所（13.8km）開通（民間投資区間12.4km+公費区間1.4km）
- 未定 - 仙岩営業所 - 水西IC(5.1km)

## インターチェンジなど
- 所下JCT
- 衿川営業所
- 冠岳IC
- 舎堂IC
- 仙岩営業所

## 通過する自治体
- ソウル特別市
  - 衿川区 - 冠岳区 - 瑞草区 - 江南区

## 通行料
- 衿川営業所と仙岩営業所を通過したときのみ支払い。